# Anfisa Chejova
Anfisa Aleksandrovna Chejova  (en ruso: Анфи́са Александровна Че́хова; nacida el 21 de diciembre de 1977, Moscú, URSS) es  una presentadora de radio y televisión, cantante y actriz rusa.

## Biografía
Nació el 21 de diciembre de 1977 en Moscú, en una familia conformada por un atleta y una maestra.
Asistió a tres diferentes escuelas durante su infancia. La última fue la Escuela de Educación Estética con énfasis teatral No. 123.
Ingresó al GITIS. instituto ruso de arte teatral, en su segundo intento después de reprobar los exámenes el primer año. Sin embargo no logró terminar el entrenamiento. Posteriormente, comenzó una carrera musical. Luego recibió una oferta del canal de televisión Muz para convertirse en presentadora de uno de sus programas de entretenimiento.
En 2005–2009, fue anfitriona del programa Sex with Anfisa Chekhova en el canal de televisión ruso TNT. 1 de septiembre de 2009, la actriz debutó en teatro.
En 2011 participó en el programa de televisión ucraniano Tantsi z zirkamy. 
Protagonizó las películas You I Love, SSD, Hitler Goes Kaput! y otros.

## Posición política
En 2012, defendió a Pussy Riot.
En octubre de 2017, el Good Deeds Party propuso que Chekhova se presentara a las elecciones presidenciales de 2018 para defender los intereses de la gente en los canales principales de la televisión rusa. Chekhova publicó el texto de apelación en Instagram, afirmando que aceptaría la oferta si su publicación obtenía 200 mil me gusta.

## Vida personal
Durante el verano boreal de 2009, inició una relación con el actor Guram Bablishvili (5 de septiembre de 1980). El 31 de mayo de 2012 le dieron la bienvenida a su primer hijo, Solomon. La pareja contrajo matrimonio en junio de 2015, pero se divorciaron durante la primavera de 2017.